# 天主教維托廖韋內托教區
天主教維托廖韋內托教區（拉丁語：Dioecesis Victoriensis Venetorum）是天主教會在義大利的一個教區。屬威尼斯宗主教區。
早在羅馬時代奧德爾佐就有了教區。倫巴第人入侵時，教區撤退到赫拉克利亞。至7至8世紀之交，教區一分為三，包括現在教區的前身切內達教區。直到1753年教區一直處於阿奎萊亞宗主教區管轄之下，此後歸烏迪內總教區。1818年起歸威尼斯宗主教區管轄。1939年5月13日易名至今。教宗若望·保祿一世也曾任該教區的主教。
教區範圍包括特雷維索省東方，以及貝盧諾省、波代諾內省和威尼斯省一小部，2010年有教友333,500人，佔轄區總人口92.0%。教區下轄162個堂區，有267名司鐸。現任教區主教為科拉多·皮齊奧洛。